# Истмен, Энтони
Энтони Истмен (англ. Antony Eastman, 26 августа 1946, Чованнур, Британская Индия — 3 июля 2021, Коттанеллур, Керала) — индийский кинорежиссёр
. Он снял шесть фильмов, наиболее примечательный из них Ambada Njaane!. Ему также приписывают привлечение Силк Смиты в киноиндустрию «Молливуда».

## Ранние годы
Энтони родился 26 августа 1946 года в Чованнуре, княжество Кочин, Британская Индия. Его отца звали Мурингатери Куриакосе, мать — Марта. Он получил школьное образование в школе Чованнур Сент-Томас и государственной средней школе Куннамкулам. Карьеру фотографа начал в середине 1960-х. Он основал студию Eastman в Эрнакуламе и вскоре стал известен как Энтони Истмен.

## Личная жизнь
Он был женат на Мэри, и у пары есть сын Ганджи и дочь Мини.

## Карьера
Его режиссёрским дебютом стал фильм «Инайе Теди» (1979), который также стал дебютной работой для Силк Смиты, Джонсона Мастера, Калура Денниса и Джона Пола. Он также снял ещё пять фильмов «Мридула», «Мороженое», «Ваял», «Варнатеру» и «Амбада Нджаане». Он работал фотографом в 13 фильмах, руководителем производства в одном фильме, написал рассказы для девяти фильмов, написал сценарий для одного фильма, продюсировал фильм и снялся в фильме.

## Фильмография

### Режиссёр
- Inaye Thedi[англ.] (1981) (режиссёрский дебют)
- Vayal[англ.] (1981)
- Ambada Njaane![англ.] (1985)
- Мороженое[англ.] (1986)
- Mridula[англ.] (1990)
- Varnatheru (1999)

## Смерть
Энтони умер 3 июля 2021 года в возрасте 74 лет в результате остановки сердца.